# Sugarless GiRL
『Sugarless GiRL』（シュガーレス・ガール）は、2007年2月21日に発売された、日本のエレクトロニックユニット・capsuleの8枚目のオリジナルアルバム（品番：YCCC-10008）並びに楽曲である。楽曲はアルバムと同日にデジタルシングルとしても配信された。なお、この項目では2021年9月4日に発売された本アルバムのリマスター版『Sugarless GiRL (2021 Remaster)』についても記述する。
エレクトロ・テイストあふれるトラックが前面に押し出されたアルバム。
「クラブっぽいポップス」ではなく「ポップスっぽいクラブ」というアルバムに無意識になっていた、と中田は語っている。

## 背景
本作発売の約2か月前となる2006年12月13日に、限定12インチアナログ盤「Starry sky」が発売された。
本来は2007年1月発売予定だったが、同年2月に発売され、前作『FRUITS CLiPPER』から、約9ヶ月半ぶりのリリースとなった。
本アルバム発売と同日にアルバムと同名楽曲である「Sugarless GiRL」がシングルカットされ、デジタルシングルとして配信されている。

## ミュージック・ビデオ
Sugarless GiRL
中田ヤスタカが監督を務め、ベスト・アルバム「FLASH BEST」の初回限定盤のDVDに収録された。

## 楽曲解説
2.Starry Sky
限定12インチアナログ盤「Starry sky」には「Starry sky (extended version)」が収録されており、そちらは、発売当初の記述やジャケット裏の曲目では、(extended version)との表記はなかった。シングル版とアルバム版とでは大幅にアレンジが異なる。本作収録の際に2つ目の「s」が「S」に表記変更。
3.REALiTy
限定12インチアナログ盤「Starry sky」では「Reality」と表記されている。シングル版とは少しアレンジが異なる。
4.Sugarless GiRL
限定12インチアナログ盤「Starry sky」には「Sugarless GiRL (extended version)」が収録されており、そちらはStarry sky (extended version)と同様に、発売当初の記述や、ジャケット裏の曲目では、(extended version)との表記はなかった。extended versionと本作収録版とでは大幅にアレンジが異なり、extended versionに存在した『けど』という歌詞はアルバム版ではカットされている。BPM128で制作されたものが、1.01162倍速されて収録されている（BPM129.48736）。
11.star sniper
iTunes Storeでボーナストラックとして限定配信されている。
こしじまとしこではない他の女性がスペイン語で話している。

## タイアップ
- 日本テレビ系『密室謎解きバラエティー 脱出ゲームDERO!』エンディングテーマ（#2）

## パッケージ（アルバム）
- 初回限定盤：CD
- 通常盤：CD

初回限定盤はロゴ入り携帯ストラップ付きで、両形態ともに歌詞カードは封入されていない。

## 収録曲
全作詞・作編曲: 中田ヤスタカ / こしじまとしこはアルバムでは#2、#4、#6、#10にボーカルで参加している。
| #         | タイトル                                        | 作詞  | 作曲・編曲 | 時間 |
| --------- | ----------------------------------------------- | ----- | ---------- | ---- |
| 1.        | 「Welcome to my world」                         |       |            | 0:14 |
| 2.        | 「Starry Sky」                                  |       |            | 5:38 |
| 3.        | 「REALiTy」                                     |       |            | 4:42 |
| 4.        | 「Sugarless GiRL」                              |       |            | 4:09 |
| 5.        | 「Catch my breath」                             |       |            | 3:49 |
| 6.        | 「Spider」                                      |       |            | 3:40 |
| 7.        | 「MUZiC」                                       |       |            | 4:11 |
| 8.        | 「Melting point」                               |       |            | 1:22 |
| 9.        | 「Sound of Silence」                            |       |            | 3:14 |
| 10.       | 「Secret Paradise」                             |       |            | 4:56 |
| 11.       | 「star sniper」(iTunes Storeボーナス・トラック) |       |            | 6:06 |
| 合計時間: | 合計時間:                                       | 36:02 |            |      |

| #         | タイトル           | 作詞 | 作曲・編曲 | 時間 |
| --------- | ------------------ | ---- | ---------- | ---- |
| 1.        | 「Sugarless GiRL」 |      |            | 4:10 |
| 合計時間: | 合計時間:          | 4:10 |            |      |

## カバーについて
- FRUITS ZIPPER - 「Sugarless GiRL」（単体でのデジタルリリース）[10]

## Sugarless GiRL (2021 Remaster)
『Sugarless GiRL (2021 Remaster)』は、2021年9月4日に発売されたCAPSULEの配信限定アルバムで、上記のアルバム『Sugarless GiRL』の収録曲がリマスターされて収録されている。なお、リマスター元アルバムのiTunes Storeボーナス・トラックの「star sniper」は収録されていない。

### 背景（2021 Remaster）
2021年8月に始動した、過去作品を、リマスター音源とビジュアライザーと共にオフィシャルYouTubeチャンネルに公開していく『CAPSULE アーカイブコレクション』という企画に伴って、リマスター音源配信第2弾として発売された。本アルバム収録曲は、同年8月24日から9月2日までの10日間、連日公開されていった。

### 収録曲（2021 Remaster）
全作詞・作編曲: 中田ヤスタカ / こしじまとしこは#2、#4、#6、#10にボーカルで参加している。
| #   | タイトル                                | 作詞 | 作曲・編曲 | 時間 |
| --- | --------------------------------------- | ---- | ---------- | ---- |
| 1.  | 「Welcome to my world (2021 Remaster)」 |      |            | 0:14 |
| 2.  | 「Starry Sky (2021 Remaster)」          |      |            | 5:38 |
| 3.  | 「REALiTy (2021 Remaster)」             |      |            | 4:42 |
| 4.  | 「Sugarless GiRL (2021 Remaster)」      |      |            | 4:09 |
| 5.  | 「Catch my breath (2021 Remaster)」     |      |            | 3:49 |
| 6.  | 「Spider (2021 Remaster)」              |      |            | 3:40 |
| 7.  | 「MUZiC (2021 Remaster)」               |      |            | 4:11 |
| 8.  | 「Melting point (2021 Remaster)」       |      |            | 1:22 |
| 9.  | 「Sound of Silence (2021 Remaster)」    |      |            | 3:14 |
| 10. | 「Secret Paradise (2021 Remaster)」     |      |            | 4:56 |